# Pristupanje Crne Gore Europskoj uniji
Nakon referenduma održanog 21. svibnja 2006., Crna Gora je izašla iz državne zajednice sa Srbijom i postala nezavisna država. Nezavisnost ove države znatno je ubrzala početak pregovora za članstvo, u odnosu na vrijeme kad je bila u zajednici sa Srbijom. Pregovori o SSP-u počeli su u rujnu 2006. godine, a dogovor je potpisan u ožujku 2007.
Crna Gora je 15. prosinca 2008. predala zahtjev za učlanjenje u Europsku uniju, 17. prosinca 2010. je dobila status kandidata, 29. lipnja 2012. je započela pregovore s Europskom unijom, a 18. prosinca 2012. je otvorila i zatvorila prvo od 33 poglavlja. 

## Napredak u pregovorima
| Poglavlja                                                       | Procjena EK na početku pregovora                | Početak Screeninga | Završetak Screeninga | Poglavlje otvoreno | Poglavlje zatvoreno |
| --------------------------------------------------------------- | ----------------------------------------------- | ------------------ | -------------------- | ------------------ | ------------------- |
| 1. Sloboda kretanja roba                                        | Potrebno uložiti značajne i kontinuirane napore | 17.01.2013.        | 06.03.2013.          | 20.06.2017.        | –                   |
| 2. Sloboda kretanja radnika                                     | Potrebno uložiti određeni napor                 | 07.06.2013.        | 07.06.2013.          | 11.12.2017.        | –                   |
| 3. Pravo poslovnog nastana i sloboda pružanja usluga            | Potrebno uložiti određeni napor                 | 23.10.2012.        | 30.11.2012.          | 11.12.2017.        | –                   |
| 4. Sloboda kretanja kapitala                                    | Potrebno uložiti određeni napor                 | 18.01.2013.        | 21.02.2013.          | 24.06.2014.        | –                   |
| 5. Javne nabave                                                 | Potrebno uložiti određeni napor                 | 20.09.2012.        | 19.11.2012.          | 18.12.2013.        | –                   |
| 6. Pravo trgovačkih društava                                    | Potrebno uložiti određeni napor                 | 02.10.2012.        | 22.11.2012.          | 18.12.2013.        | –                   |
| 7. Pravo intelektualnog vlasništva                              | Potrebno uložiti značajne i kontinuirane napore | 11.10.2012.        | 21.11.2012.          | 31.03.2014.        | 16.12.2024.         |
| 8. Tržišno natjecanje                                           | Potrebno uložiti određeni napor                 | 05.10.2012.        | 04.12.2012.          | 30.06.2020.        | –                   |
| 9. Financijske usluge                                           | Potrebno uložiti određeni napor                 | 17.04.2013.        | 11.06.2013.          | 22.06.2015.        | –                   |
| 10. Informacijsko društvo i mediji                              | Potrebno uložiti određeni napor                 | 21.01.2013.        | 22.01.2013.          | 31.03.2014.        | 16.12.2024.         |
| 11. Poljoprivreda i ruralni razvitak                            | Potrebno uložiti značajne i kontinuirane napore | 06.11.2012.        | 13.12.2012.          | 13.12.2016.        | –                   |
| 12. Sigurnost hrane, veterinarstvo i fitosanitarni nadzor       | Potrebno uložiti značajne i kontinuirane napore | 16.10.2012.        | 01.02.2013.          | 30.06.2016.        | –                   |
| 13. Ribarstvo                                                   | Potrebno uložiti značajne i kontinuirane napore | 04.03.2013.        | 06.06.2013.          | 30.06.2016.        | –                   |
| 14. Prometna politika                                           | Potrebno uložiti određeni napor                 | 17.04.2013.        | 30.05.2013.          | 21.12.2015.        | –                   |
| 15. Energetika                                                  | Potrebno uložiti određeni napor                 | 27.02.2013.        | 11.04.2013.          | 21.12.2015.        | -                   |
| 16. Porezi                                                      | Ne očekuju se značajnije poteškoće              | 08.04.2013.        | 30.04.2013.          | 30.03.2015.        | –                   |
| 17. Ekonomska i monetarna unija                                 | Znatno napora potreno                           | 25.02.2013.        | 25.02.2013.          | 25.06.2018.        | –                   |
| 18. Statistika                                                  | Potrebno uložiti značajne i kontinuirane napore | 03.06.2013.        | 25.06.2013.          | 16.12.2014.        | –                   |
| 19. Socijalna politika i zapošljavanje                          | Potrebno uložiti značajne i kontinuirane napore | 23.01.2013.        | 13.03.2013.          | 13.12.2016.        | –                   |
| 20. Poduzetništvo i industrijska politika                       | Ne očekuju se značajnije poteškoće              | 25.10.2012.        | 28.11.2012.          | 18.12.2013.        | 16.12.2024.         |
| 21. Trans-europske mreže                                        | Potrebno uložiti određeni napor                 | 22.04.2013.        | 30.05.2013.          | 22.06.2015.        | –                   |
| 22. Regionalna politika i koordinacija strukturnih instrumenata | Potrebno uložiti značajne i kontinuirane napore | 14.11.2012.        | 18.12.2012.          | 20.06.2017.        | –                   |
| 23. Pravosuđe i temeljna ljudska prava                          | Potrebno uložiti značajne i kontinuirane napore | 26.03.2012.        | 31.05.2012.          | 18.12.2013.        | -                   |
| 24. Pravda, sloboda i sigurnost                                 | Potrebno uložiti značajne i kontinuirane napore | 28.03.2012.        | 25.05.2012.          | 18.12.2013.        | -                   |
| 25. Znanost i istraživanje                                      | Ne očekuju se značajnije poteškoće              | 25.09.2012.        | 25.09.2012.          | 18.12.2012.        | 18.12.2012.         |
| 26. Obrazovanje i kultura                                       | Ne očekuju se značajnije poteškoće              | 26.09.2012.        | 16.11.2012.          | 15.04.2013.        | 15.04.2013.         |
| 27. Okoliš i klimatske promjene                                 | Potrebno uložiti velike napore                  | 04.02.2013.        | 22.03.2013.          | 10.12.2018.        | –                   |
| 28. Zaštita potrošača i zdravlja                                | Potrebno uložiti određeni napor                 | 19.02.2013.        | 16.04.2013.          | 16.12.2014.        | –                   |
| 29. Carinska unija                                              | Ne očekuju se značajnije poteškoće              | 24.05.2013.        | 21.06.2013.          | 16.12.2014.        | –                   |
| 30. Vanjski odnosi                                              | Nema većih poteskoća                            | 14.05.2013.        | 12.06.2013.          | 30.03.2015.        | 20.06.2017.         |
| 31. Vanjska, sigurnosna i obrambena politika                    | Ne očekuju se značajnije poteškoće              | 17.05.2013.        | 27.06.2013.          | 24.06.2014.        | –                   |
| 32. Financijski nadzor                                          | Potrebno uložiti značajne i kontinuirane napore | 16.05.2013.        | 19.06.2013.          | 24.06.2014.        | –                   |
| 33. Financijske i proračunske odredbe                           | Ne očekuju se značajnije poteškoće              | 15.05.2013.        | 27.06.2013.          | 16.12.2014.        | –                   |
| 34. Institucije                                                 | Ništa za usvajanje                              | –                  | –                    | –                  | –                   |
| 35. Ostala pitanja                                              | Ništa za usvajanje                              | –                  | –                    | –                  | –                   |
| Napredak                                                        |                                                 | 33 od 33           | 33 od 33             | 33 od 33           | 06 od 33            |

## Ključni nadnevci
| Nadnevak            | Događaj |
| ------------------- | --- |
| 15. listopada 2007. | Potpisan sporazum o stabilizaciji i pridruživanju. |
| 15. prosinca 2008.  | Crna Gora predaje formalni zahtjev za članstvo. |
| 22. srpnja 2009.    | EU predala Crnoj Gori Upitnik o pristupanju u članstvo. |
| 9. prosinca 2009.   | Crna Gora predala odgovore na pitanja iz Upitnika EU. |
| 12. travnja 2010.   | Crna Gora predaje odgovore na dodatna pitanja iz Upitnika Europske komisije. |
| 9. studenoga 2010.  | Europska komisija odgovara na Upitnik s pozitivnim mišljenjem (Avis). |
| 17. prosinca 2010.  | Crna Gora dobiva službeni status kandidata. |
| 12. studenoga 2011. | Europska komisija predlaže početak pregovora. |
| 2. veljače 2012.    | Crna Gora usvojila pregovarački okvir za članstvo u EU. |
| 26. ožujka 2012.    | Screening započeo. |
| 29. ožujka 2012.    | EU usvojila pregovarački okvir za članstvo Crne Gore u EU. |
| 26. lipnja 2012.    | Europski savjet postavlja ciljni datum 29. lipnja za početak pristupnih pregovora. |
| 29. lipnja 2012.    | Formalni početak pristupnih pregovora. |
| 18. prosinca 2012.  | Otvoreno i zatvoreno poglavlje 25. Znanost i istraživanje. |
| 15. travnja 2013.   | Otvoreno i zatvoreno poglavlje 26. Obrazovanje i kultura. |
| 27. lipnja 2013.    | Screening okončan. |
| 18. prosinca 2013.  | Otvorena poglavlja: 5. Javne nabave, 6. Pravo trgovačkih društava, 20. Poduzetništvo i industrijska politika, 23. Pravosuđe i temeljna ljudska prava, 24. Pravda, sloboda i sigurnost |
| 30. ožujka 2014.    | Otvorena poglavlja: 7. Pravo intelektualnog vlasništva, 10. Informacijsko društvo i mediji                                                                                            |
| 24. lipnja 2014.    | Otvorena poglavlja: 4. Sloboda kretanja kapitala, 31. Vanjska, sigurnosna i obrambena politika, 32. Financijski nadzor                                                                |
| 16. prosinca 2014.  | Otvorena poglavlja: 18. Statistika, 28. Zaštita potrošača i zdravlja, 29. Carinska unija, 33. Financijske i proračunske odredbe                                                       |
| 30. ožujka 2015.    | Otvorena poglavlja: 16. Porezi, 30. Vanjski odnosi |
| 22. lipnja 2015.    | Otvorena poglavlja: 9. Financijske usluge, 21. Trans-europske mreže |
| 21. prosinca 2015.  | Otvorena poglavlja: 14. Prometna politika, 15. Energetika |
| 30. lipnja 2016.    | Otvorena poglavlja: 12. Sigurnost hrane, veterinarstvo i fitosanitarni nadzor, 13. Ribarstvo                                                                                          |
| 13. prosinca 2016.  | Otvorena poglavlja: 11. Poljoprivreda i ruralni razvitak, 19. Socijalna politika i zapošljavanje                                                                                      |
| 20. lipnja 2017.    | Zatvoreno poglavlje 30. Vanjski odnosi Otvorena poglavlja: 1. Sloboda kretanja roba, 22. Regionalna politika i koordinacija strukturnih instrumenata                                  |
| 11. prosinca 2017.  | Otvorena poglavlja: 2. Sloboda kretanja radnika, 3. Pravo poslovnog nastana i sloboda pružanja usluga                                                                                 |
| 25. lipnja 2018.    | Otvoreno poglavlje: 17. Ekonomska i monetarna politika |
| 10. prosinca 2018.  | Otvoreno poglavlje: 27. Zaštita životnog okoliša i klimatskih promjena. |
| 30. lipnja 2020.    | Otvoreno poglavlje: 8. Tržišno natjecanje |